# Wiel Nolens

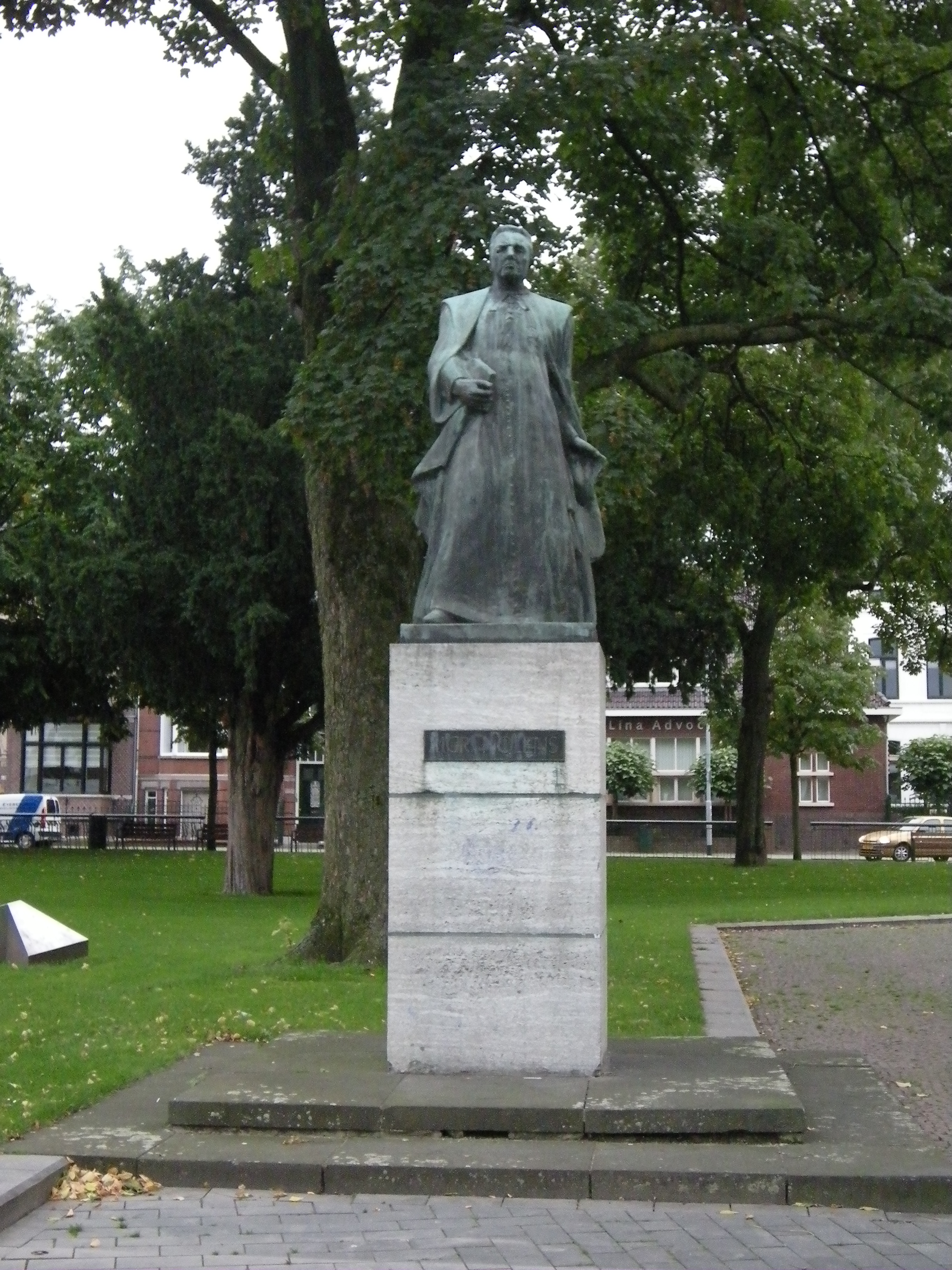
Standbeeld W.H. Nolens in het Nolenspark in Venlo

Wilhelmus Hubertus (Wiel) Nolens (Venlo, 7 september 1860 – 's-Gravenhage, 27 augustus 1931) was een Nederlands rooms-katholiek priester, politicus en staatsman. Als opvolger van bisschop Herman Schaepman als politiek leider van de katholieken in de Tweede Kamer volgde hij diens sociale lijn en zorgde voor betere werkomstandigheden voor onder meer Limburgse mijnwerkers.

## Leven
Nolens was de zoon van leerlooier Martin Nolens en Hermina Hubertina Linskens. Hij studeerde filosofie aan het Bisschoppelijk College Rolduc (1874-1880), theologie aan het Seminarie Roermond (1884-1887), rechten en staatswetenschappen (1880-1884), rechtswetenschap (1887-1890) en staatswetenschap (1887-1890) aan de Rijksuniversiteit Utrecht. Hij werd in 1887 tot priester gewijd, was van 1888 tot 1909 docent staatshuishoudkunde en zedelijke wijsbegeerte aan het Bisschoppelijk College en het seminarie van Rolduc. Hij was lid van de Tweede Kamer van 1896 tot 1931. Van 1913 tot 1931 was hij voorzitter van de Mijnraad.

## Politiek
Nolens volgde Herman Schaepman op als politiek voorman van de rooms-katholieken in het begin van de twintigste eeuw. Hij was een democratisch gezind katholiek die zich inzette voor de arbeidersklasse en voor verbetering van de sociale wetgeving waardoor hij, net als Schaepman, meer dan eens in conflict raakte met de overwegend conservatieve rooms-katholieke kamerclub. In 1910 werd hij fractievoorzitter van de Roomsch-Katholieke Staatspartij waarvan hij in 1904 medeoprichter was; hij bleef fractievoorzitter tot aan zijn dood in 1931. Hij was formateur tijdens de kabinetsformatie Nederland 1918 van het kabinet-Ruijs de Beerenbrouck I. Zelf kon hij als priester geen premier worden. Op 22 augustus 1923 werd hij benoemd tot minister van staat.
Nolens lag eind jaren twintig onder vuur van sommige, later steeds meer naar extreemrechts opschuivende, jonge katholieke intellectuelen. Het hekeldicht De Droom van Nolens van Gerard Wijdeveld zorgde in 1930 voor een fikse rel. Wijdeveld verweet de priester Nolens als politicus te weinig op te komen voor godsdienstvrijheid in Nederlands-Indië.

## Betekenis
Nolens had een grote invloed op de Nederlandse politiek van de jaren twintig en dertig van de twintigste eeuw. Naar hem is de Nolens-doctrine genoemd, het idee dat christendemocraten alleen in uiterste noodzaak met sociaaldemocraten zouden moeten regeren. Hij was bijzonder geliefd onder de Limburgse mijnwerkers, die veel van hun verbeterde leef- en arbeidsomstandigheden aan hem te danken hadden. De nacht voor zijn begrafenis waren in zijn geboortestad Venlo de straatlantaarns afgedekt; de begrafenis werd bezocht door tienduizenden belangstellenden.
In Venlo is zowel het Monseigneur Nolensplein als het Monseigneur Nolenspark naar de priester genoemd. Ook in Breda is een Monseigneur Nolensplein. In Amsterdam, Gennep, Groenlo, Hoogezand, Kaatsheuvel, Katwijk, Maarssen, Naaldwijk, Oss, Ossendrecht, Rotterdam, Son en Breugel, Melick, Vaals, Tegelen, Tilburg, Wageningen en Wildervank bestaat een Nolensstraat. In Den Haag, Dongen, Groningen, Sittard, Schiedam, Amersfoort, Utrecht en Veghel is een Nolenslaan.